# Mesotritia biramula
Mesotritia biramula är en kvalsterart som beskrevs av Wojciech Niedbała 2004. Mesotritia biramula ingår i släktet Mesotritia och familjen Oribotritiidae. Inga underarter finns listade i Catalogue of Life.